# Diana Sacayán
Amancay Diana Sacayán (Tucumã, 31 de dezembro de 1975 – Buenos Aires, 11 de outubro de 2015) foi uma ativista argentina LGBT e de direitos humanos que lutou pelos direitos legais de travestis e transexuais na Argentina.
Ela fundou o Movimento Antidiscriminação de Libertação (MAL) e fez parte da Frente Nacional pela Lei de Identidade de Gênero na Argentina durante o debate público sobre a Lei 26.743 sobre Identidade de Gênero. Em junho de 2012, ela se tornou a primeira pessoa trans a concorrer ao cargo de Ombudsman, concorrendo pelo partido La Matanza. Em 2 de julho de 2012, ela se tornou a primeira pessoa trans argentina a receber uma carteira de identidade nacional afirmando seu gênero. Foi entregue a ela pela então presidente Cristina Kirchner.
Sacayán foi assassinada em 11 de outubro de 2015. Em 18 de junho de 2018, o Tribunal Penal Oral 4 de Buenos Aires condenou um de seus assassinos, proferindo uma sentença que reconheceu, pela primeira vez no sistema de justiça criminal argentino, o assassinato de uma travesti como um crime de ódio envolvendo identidade de gênero. As disposições do Artigo 80, parágrafo 4 do Código Penal da Argentina foram aplicadas para chegar à decisão. No entanto, a consequência que originou o assassinato foi anulado em uma decisão da Câmara Nacional de Cassação em Matéria Penal e Correcional em 2 de outubro de 2020, embora a sentença de prisão perpétua tenha sido mantida.

## Biografia
Amancay Diana Sacayán nasceu em Tucumán em 31 de dezembro de 1975. Seus ascendentes indígenas eram Diaguita. Ainda jovem, sua família mudou-se para Gregorio de Laferrère, em Buenos Aires. Ela levou uma vida de pobreza com seus quinze irmãos.
Sacayán se assumiu travesti aos dezessete anos. Ela recebeu injeções de silicone nos seios e nas nádegas de uma colega travesti, um procedimento que ela não recomendava a outras pessoas por questões de higiene. Sacayán trabalhou como prostituta durante doze anos antes de se dedicar totalmente ao activismo em 2001.
Estudou Educação Popular na Universidad de las Madres.

## Carreira como ativista

### Candidatura transgênero
Sacayán concorreu ao cargo de conselheira escolar pelo Partido Comunista nas eleições realizadas em 24 de agosto de 2003.
Ela concorreu ao cargo de Ombudsman do Partido La Matanza em 2012, tornando-se a primeira candidata transgênero a tal cargo. Sacayán era independente na eleição, uma das sete candidatas. A disputa foi reduzida para três candidatos antes que os 24 vereadores votassem em 7 de novembro de 2012: a titular Silvia Caprino, Sacayán e Omar Frade. Sacayán recebeu o segundo maior número de votos na eleição, com Caprino mantendo seu cargo após receber 17 votos.

### Criação de ONG
Sacayán criou o Movimento Antidiscriminação de Libertação (MAL), uma organização não governamental, em 2001. Um dos principais objetivos do grupo é enfatizar o empoderamento de pessoas LGBTI por meio do cumprimento dos direitos humanos básicos, desde programas de treinamento e certificação de emprego até o estabelecimento de um consultório de saúde para necessidades de saúde mental e física na comunidade LGBT em Morón e La Matanza. Sacayán e o MAL trabalharam regularmente para superar a ideia de que a prostituição é uma carreira viável e genuína em vez de um resultado direto da falta de oportunidades de emprego. Os princípios de inclusão de travestis, transexuais e pessoas transgênero levaram eventualmente à criação da Lei Nacional de Identidade de Gênero. Além de seu trabalho com o MAL, Sacayán também atuou no conselho da Associação Internacional de Lésbicas, Gays, Bissexuais, Trans e Intersexuais.
O Ministério da Saúde de Buenos Aires divulgou um comunicado, reproduzido pela mídia, no qual o MAL é diretamente citado como contribuinte para a aprovação da Resolução 2359, de acordo com a lei 13.175 (igualdade de acesso à assistência médica), em 5 de julho de 2007, que exigia que todo o pessoal médico da província de Buenos Aires se dirigisse aos pacientes pelos seus nomes preferidos. A cidade de Santa Fé aprovou uma legislação semelhante, a Resolução 1877/09, assim como a cidade de Buenos Aires, a Lei 3.062.
O MAL e vários outros grupos defenderam a elegibilidade da comunidade trans na Argentina para receber a habitação adequada garantida constitucionalmente em 2009. Apesar do direito consagrado no Artigo 14a da Constituição Nacional, as pessoas transgénero, transexuais e travestis foram impedidas de inclusão no Plano Federal de Habitação durante a administração da Presidente Cristina Kirchner.
Juntamente com a Associação de Luta pela Identidade Travesti e Transexual (ALITT) de Berkins, Sacayán também ajudou a estabelecer a cooperativa Silvia Rivera, um grupo focado em treinar membros da comunidade trans para carreiras na indústria de serviços de alimentação e catering. Eles se registraram no INAES enquanto tentavam estabelecer o restaurante em La Matanza para treinamento. O prefeito Fernando Espinoza impediu o desenvolvimento da cooperativa ao se recusar a se reunir com seus líderes em 2011 sobre um local físico. Ela também trabalhou ao lado de Marlene Wayar, a fundadora do El Teje – o primeiro jornal travesti da América Latina – e do Secretário de Emprego Enrique Deibe para treinar 500 professores e administradores educacionais sobre diversidade. A iniciativa levou 20 pessoas LGBT a obterem a certificação de sua educação formal em La Matanza e Morón. Sacayán também trabalhou com Deibe em setembro de 2011 na promoção de um evento no qual ela conseguiu enfatizar aos quase 200 participantes a necessidade de travestis, transexuais e pessoas transgênero terem acesso ao emprego tradicional.
Após o ataque cruel e brutal contra Nahuel Albornoz em 2014 em Virrey del Pino, Sacayán – em nome do MAL – e o grupo Juventude pela Diversidade (JxD) solicitaram a criação de uma divisão para abordar as desigualdades que as pessoas LGBT vivenciam, o que também serviria para educar a comunidade sobre seus direitos e trabalhar ativamente para reduzir o estigma associado a ser LGBT na Argentina, abordando preconceitos derivados de mitos errôneos.
Vários grupos de direitos civis LGBT uniram-se para trabalhar com Diana Conti em 2014, numa tentativa de estabelecer o Projeto 8194, que exigiria que o governo compensasse os indivíduos detidos pelas autoridades governamentais com base na identidade ou orientação sexual.

### Visibilidade pós-criação de lei

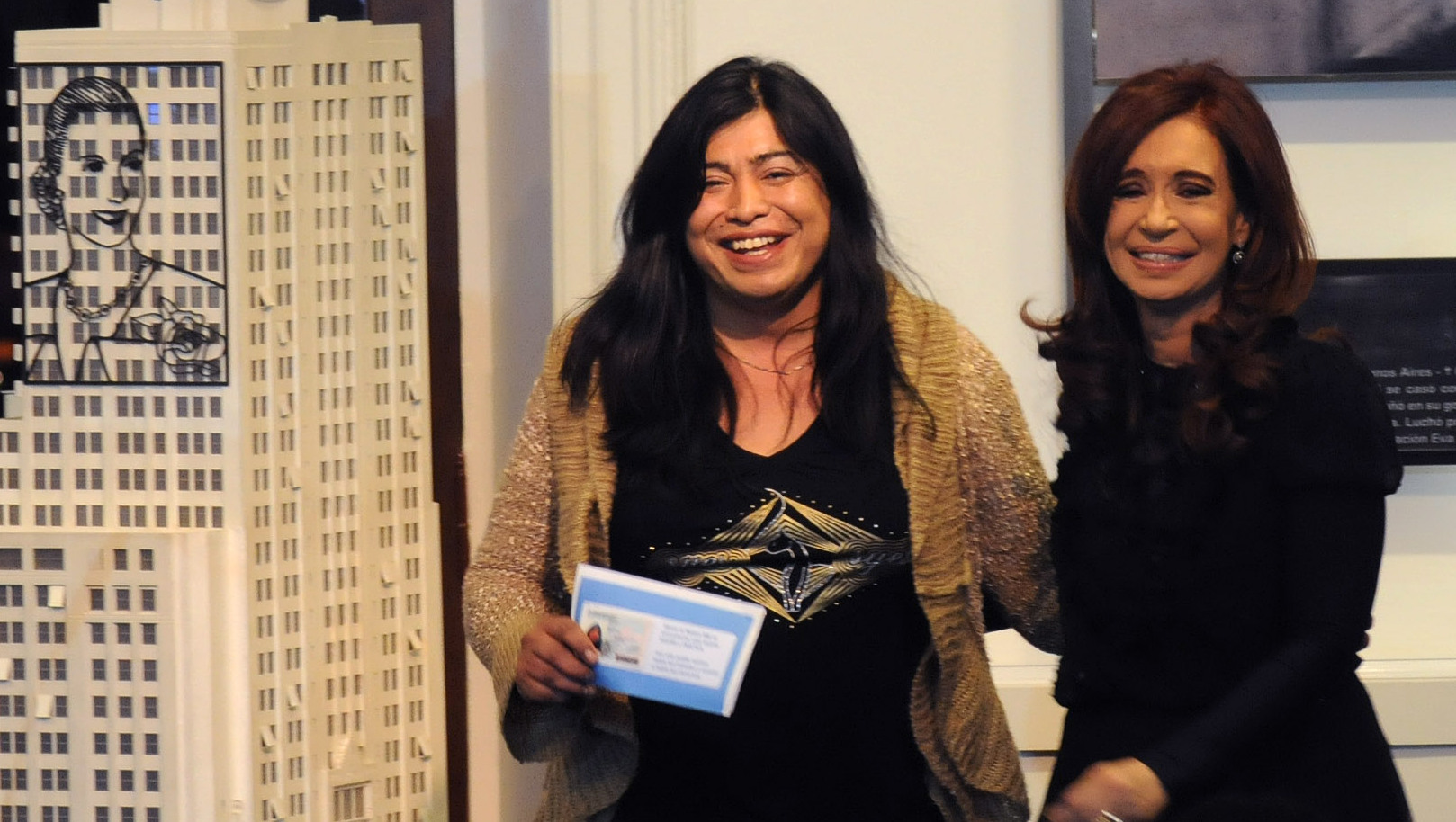
Diana Sacayán com a então presidente Cristina Fernández de Kirchner recebendo seu Documento Nacional de Identidade, após a aprovação da Lei de Identidade de Gênero em 2012 na Argentina.

Em 2 de julho de 2012, ela recebeu seu cartão de identidade nacional como mulher pessoalmente da ex-presidente da Argentina, Cristina Fernández de Kirchner.
Sacayán, juntamente com Berkins, auxiliou na manifestação nacional de 3 de junho de 2015, condenando o feminicídio na Argentina. O movimento se espalhou para vários outros países sob o nome de Ni una menos.

### Histórico de prisões anteriores a lei
Sacayán foi presa em várias ocasiões por violações do código de ofensas depois de se assumir, já que era ilegal em Buenos Aires na época ser travesti. Ela foi presa em 3 de fevereiro de 2001, em Don Bosco, e acusada de roubo. Ela foi mantida ao lado de prisioneiros do sexo masculino e deixada sem comida ou cobertores por vários dias. Após sua libertação, ela afirmou que havia sido torturada e que o verdadeiro motivo de sua prisão foi a recusa em subornar a polícia. O Subsecretário de Justiça da província de Buenos Aires admitiu ter mantido Sacayán em Don Bosco por ela ser travesti, e o chefe daquela seção da prisão registrou um relatório sobre a "agressividade" de Sacayán. Em 19 de dezembro de 2001, Sacayán foi presa novamente, desta vez por seu papel em protestos.
Ela conheceu Lohana Berkins quando passou nove meses na prisão em Florencio Varela. Berkins forneceu assistência jurídica e também discutiu a Esquerda Unificada com Sacayán. Ao discutir o seu tempo sob custódia policial num editorial de 2012, Sacayán afirmou claramente como um agente a espancou repetidamente e exigiu que ela se renunciasse.
Quando foi presa junto com sua irmã Johana em 10 de julho de 2004, o grupo feminista socialista Pão e Rosas (Pan y Rosas) apoiou suas ações. Apoiadores de vários grupos – um total de pelo menos 4.000 pessoas – se reuniram na Plaza de Mayo e exigiram a libertação de vários prisioneiros que estavam presos apenas por motivos políticos. A polícia libertou Sacayán da prisão, mas a manteve em prisão domiciliar. Tanto Diana quanto Johana apresentaram onze queixas contra a quarta delegacia de Laferrere por detenções arbitrárias ilegais; Diana testemunhou perante a Secretaria de Direitos Humanos em Buenos Aires três vezes e perante o Ministério da Justiça uma vez.
Em 9 de julho de 2015, enquanto Sacayán e sua colega ativista trans Sonia Pamela Díaz esperavam para embarcar no Metrobus, alguém que passava por ali os insultou e começou a agredi-los fisicamente. A polícia respondeu prendendo Sacayán, Díaz e outro ativista, Martín Lanfranco; Sacayán afirmou que os policiais usaram um taser nela. Sacayán havia sido empurrada para o trânsito na frente de um táxi que se aproximava, mas este conseguiu frear e evitar atingi-la. A polícia libertou os ativistas na manhã seguinte, após detê-los entre nove e dez horas, o que levou Sacayán a registrar uma queixa.

## Morte
Sacayán foi assassinada em seu apartamento em Flores, Buenos Aires, entre a noite de 10 de outubro e a manhã de 11 de outubro de 2015 por dois agressores. Ela foi algemada, amordaçada e brutalmente espancada. Um dos agressores a chutou no rosto com tanta força que parte da sola do sapato ficou alojada na pele sob seu queixo. Ela foi esfaqueada treze vezes.

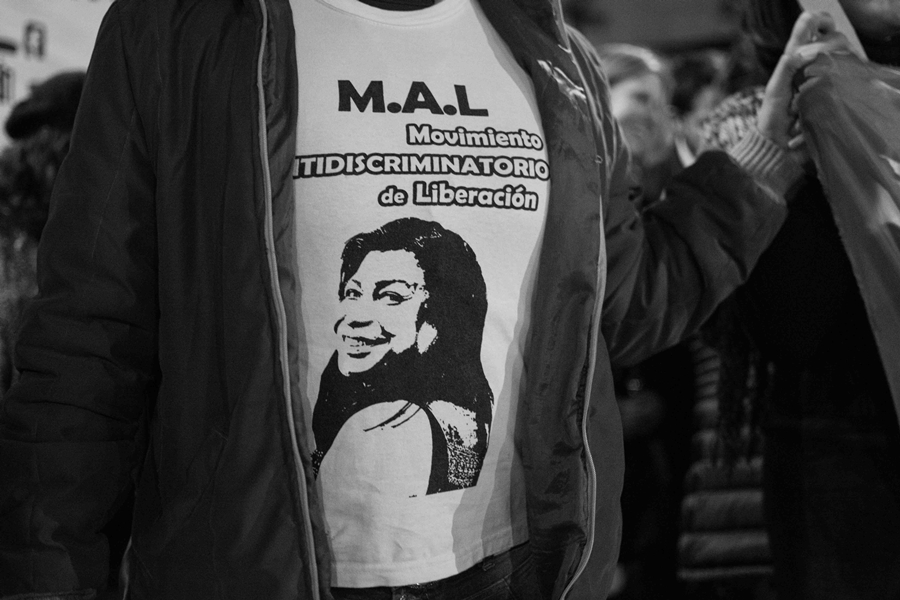
Manifestante na Marcha da Praça de Maio ao Congresso, a primeira marcha nacional contra o travesticídio, 28 de junho de 2016.

Dias depois, cem pessoas se reuniram em La Plata em um protesto contra o assassinato de Sacayán. Os ativistas continuaram a protestar no ano seguinte, quando o caso permaneceu sem solução; a primeira marcha nacional contra o assassinato de travestis, começando na Plaza de Mayo e terminando no prédio do Congresso, ocorreu em 28 de junho de 2016.
Uma das queixas sobre como a investigação do assassinato de Sacayán estava sendo conduzida é que a polícia a tratou apenas como um feminicídio. A Anistia Internacional respondeu ao assassinato horrível, afirmando que se a Argentina não investigasse e processasse efetivamente os perpetradores, aqueles que mataram Sacayán – bem como os indivíduos responsáveis pelos assassinatos de Marcela Chocobar e Coty Olmos que ocorreram no mês anterior à morte de Sacayán – entenderiam a falta de ação como aprovação tácita para assassinar pessoas trans.
A polícia prendeu dois suspeitos: Gabriel David Marino e Felix R. Como não havia provas suficientes para processar Felix R., os demandantes do caso solicitaram que Marino fosse levado a julgamento sozinho para evitar que o caso fosse encerrado "sem solução". Em 14 de fevereiro de 2018, o Tribunal Penal Oral 4 decidiu que Marino permaneceria sob custódia até pelo menos 27 de junho de 2018, aguardando o resultado do julgamento.
O julgamento de Marino começou em 12 de março de 2018. Pela primeira vez na história, a Justiça argentina reconheceu que o assassinato foi "um crime de ódio contra a identidade travesti", conhecido como "travesticídio" ou "travesticídio" (espanhol: travesticidio; uma junção de "travesti" e "homicídio"). Marino foi condenado à prisão perpétua em 18 de junho de 2018. A decisão foi amplamente celebrada por ativistas LGBT e foi considerada "mais um exemplo das mudanças [sociais] em andamento na Argentina". O veredicto foi celebrado pelo Instituto Nacional contra a Discriminação, a Xenofobia e o Racismo (INADI) como um progresso em direção a uma Argentina inclusiva.
Em 7 de fevereiro de 2019, a Ministra Patricia Bullrich ofereceu uma recompensa de 500 mil pesos argentinos usando a resolução 67/2019 por informações que levassem à prisão do segundo agressor. O valor foi aumentado para 2 milhões de pesos argentinos em 12 de janeiro de 2022, pela Resolução 36/2022.
Em 2 de outubro de 2020, a Câmara Nacional de Cassação em Matéria Penal e Correcional confirmou a condenação de Marino; no entanto, eles removeram o aspecto de travesticídio, afirmando apenas que era violência agravada com base no gênero de Sacayán. Em sua decisão, o juiz Jorge Luis Rimondi comentou que os cortes nos seios de Sacayán não indicavam a intenção de transmitir uma mensagem sobre sua identidade de gênero. Ele também citou a falta de qualquer relatório anterior de Sacayán de que Marino havia expressado opiniões transfóbicas e que o assassinato não ocorreu em uma data significativa para a comunidade LGBT como fundamento para rescindir o aspecto específico travesti do julgamento. Os juízes também contestaram o relatório da autópsia, dizendo que havia apenas 4 facadas; o legista registrou um total de 27 feridas no corpo de Sacayán, 13 das quais foram causadas por uma lâmina de 20 polegadas. Esta decisão foi confirmada pelo Supremo Tribunal, com o voto do membro irregular García-Mansilla.

## Legado
Em 17 de setembro de 2015, a legislatura de Buenos Aires aprovou a Lei 14783, ou Lei de Cotas de Emprego para Travestis e Transexuais, que tornou obrigatório que 1% dos empregos na administração pública fossem fornecidos a travestis, transexuais e pessoas transgênero qualificadas. Sacayán começou a fazer lobby pela legislação em 2010, trabalhando junto a outros grupos e com a representante Karina Nazábal. Independentemente de sua aprovação, no entanto, o governo de Buenos Aires não aplicou a lei.
Em 11 de junho de 2021, a Câmara dos Deputados da Argentina aprovou a Lei Diana Sacayán – Lohana Berkins, promulgando a cota de 1% em nível nacional. Também incluiu incentivos para empresas privadas recrutarem funcionárias travestis, transexuais e transgêneros. Foi aprovada com 207 votos a favor, 11 contra e 7 abstenções. Em 24 de junho de 2021, o Senado argentino aprovou o ato, com 55 senadores aprovando a medida, 1 votando contra e 6 abstenções.
Em 2 de julho de 2023, o Google Doodle retratou Sacayán. Em 11 de outubro de 2023, a Casa Rosada, o local de trabalho oficial do Presidente da Argentina, pendurou uma fotografia ampliada de Sacayán e uma de Claudia Pía Baudracco na sala das mulheres e dissidentes. Em 8 de março de 2024 – Dia Internacional da Mulher – o presidente Javier Milei mudou o nome da sala para "Hall dos Heróis" e removeu todas as fotos de mulheres ativistas penduradas em suas paredes, com um porta-voz argumentando por Milei que ter uma sala celebrando mulheres é discriminatório para os homens.
Um documentário intitulado "Fue travesticídio" recebeu vários prêmios, incluindo o prêmio Work in Progress do 36.º Festival de la Mujer y El Cine em 2024.

## Obras publicadas
Sacayán escrevia frequentemente para a revista El Teje e era editor do suplemento "Eu Sou" da Página 12.
- 2006: La gesta del nombre propio (em castelhano)
- 2008: Cumbia, competeos y lágrimas (em castelhano)
- Blog do Movimento Antidiscriminatório de Liberação - MAL (em castelhano)[65]